# Gastrallus immarginatus
Gastrallus immarginatus är en skalbaggsart som först beskrevs av Müller 1821.  Gastrallus immarginatus ingår i släktet Gastrallus, och familjen trägnagare. Arten är reproducerande i Sverige.